# Багатий на гістидин глікопротеїн
Багатий на гістидин глікопротеїн (англ. Histidine rich glycoprotein) – білок, який кодується геном HRG, розташованим у людей на короткому плечі 3-ї хромосоми. Довжина поліпептидного ланцюга білка становить 525 амінокислот, а молекулярна маса — 59 578.
| 10         |  | 20         |  | 30         |  | 40         |  | 50         |
| ---------- |  | ---------- |  | ---------- |  | ---------- |  | ---------- |
| MKALIAALLL |  | ITLQYSCAVS |  | PTDCSAVEPE |  | AEKALDLINK |  | RRRDGYLFQL |
| LRIADAHLDR |  | VENTTVYYLV |  | LDVQESDCSV |  | LSRKYWNDCE |  | PPDSRRPSEI |
| VIGQCKVIAT |  | RHSHESQDLR |  | VIDFNCTTSS |  | VSSALANTKD |  | SPVLIDFFED |
| TERYRKQANK |  | ALEKYKEEND |  | DFASFRVDRI |  | ERVARVRGGE |  | GTGYFVDFSV |
| RNCPRHHFPR |  | HPNVFGFCRA |  | DLFYDVEALD |  | LESPKNLVIN |  | CEVFDPQEHE |
| NINGVPPHLG |  | HPFHWGGHER |  | SSTTKPPFKP |  | HGSRDHHHPH |  | KPHEHGPPPP |
| PDERDHSHGP |  | PLPQGPPPLL |  | PMSCSSCQHA |  | TFGTNGAQRH |  | SHNNNSSDLH |
| PHKHHSHEQH |  | PHGHHPHAHH |  | PHEHDTHRQH |  | PHGHHPHGHH |  | PHGHHPHGHH |
| PHGHHPHCHD |  | FQDYGPCDPP |  | PHNQGHCCHG |  | HGPPPGHLRR |  | RGPGKGPRPF |
| HCRQIGSVYR |  | LPPLRKGEVL |  | PLPEANFPSF |  | PLPHHKHPLK |  | PDNQPFPQSV |
| SESCPGKFKS |  | GFPQVSMFFT |  | HTFPK      |  |            |  |            |

A: Аланін

C: Цистеїн

D: Аспарагінова кислота

E: Глутамінова кислота

F: Фенілаланін

G: Гліцин

H: Гістидин

I: Ізолейцин

K: Лізин

L: Лейцин

M: Метіонін

N: Аспарагін

P: Пролін

Q: Глутамін

R: Аргінін

S: Серин

T: Треонін

V: Валін

W: Триптофан

Задіяний у таких біологічних процесах як зсідання крові, гемостаз, ангіогенез, хемотаксис, фібриноліз. 
Білок має сайт для зв'язування з іоном міді, іонами металів, іоном цинку, з молекулою гепарину. 
Секретований назовні.